# Magyar Tudományos Akadémia Könyvtár és Információs Központ
A Magyar Tudományos Akadémia Könyvtár és Információs Központ az ország egyik legnagyobb tudományos szakkönyvtára, a Magyar Tudományos Akadémia intézete.

## Székhelye
1826. évi alapításakor a mai Budapest V. kerületében a mai Gresham-palota telkén volt a könyvtár, sokáig a Roosevelt tér 9. alatt, jelenleg pedig a Magyar Tudományos Akadémia székházának északi oldalán, az Arany János u. 1. alatt található.

## Feladatai
Az Akadémiai Könyvtár a teljesség igényével gyűjti az ókortudomány, a klasszika-filológia, a nyelvtudomány, az orientalisztika, a tudománypolitika irodalmát. Gyűjtőkörébe tartoznak a külföldi tudományos akadémiák kiadványai, a természettudomány alapkutatási művei, a társadalomtudományok irodalmai, valamint a tudománytörténeti anyagok. Orientalisztikai gyűjteménye nemzetközi hírű, számos unikummal, ritkaságszámba menő keleti kézirattal.  A könyvtár ellátja az országos Elektronikus Információszolgáltatás Nemzeti Program (EISZ) és a Magyar Tudományos Művek Tára (MTMT) rendszerek szervezésének és koordinálásának országos közfeladatait.

## Alapítása
Széchenyi István gróf 1825-ben kezdeményezte az Akadémia alapítását. Ezután alig néhány hónappal, 1826 márciusában Teleki József adománya teremtette meg a könyvtár alapjait. Teleki felajánlotta a Tudós Társaság számára családja 30 ezer kötetes könyvtárát. Az alapítólevél arról is intézkedett, hogy a könyvek nemcsak az Akadémia, de a „haza összes polgárainak” is használatára szolgáljanak, azaz a könyvtár legyen nyilvános. 1836-ban királyi döntés, 1840-ben pedig törvény rendelte el a gyűjtemény gyarapítása érdekében a nyomdai köteles példányok beszolgáltatását. Több főúri család mellett főleg az Akadémia tagjai ajándékoztak a könyvtárnak: Bolyai Farkas, Irinyi János, Kazinczy Ferenc, Széchenyi István, Vörösmarty Mihály és mások.
A második világháború következtében az Akadémia épülete erősen megrongálódott, 1945-ben kezdték el az épület felújítását. A Könyvtár állománya nagyrészt épségben át tudta vészelni a háború pusztításait, valamint a feloszlatott Nemzeti Kaszinó 45 ezres kötetével is bővült. A bibliotéka Arany János utcai épülete 1984-1988 között kapott utoljára rekonstrukciót.

## Országos hatókörű közfeladatok
- Magyar Tudományos Művek Tára (MTMT)[1]
- Elektronikus Információszolgáltatás Nemzeti Program (EISZ)[2]

## Gyűjteménye
1834-től értékes magyar nyelvemlékekhez jutott a könyvtár: a Czeh-kódex, Kinizsi Pál feleségének, Magyar Benignának Imádságos könyve, a Guary-kódex, az Érsekújvári kódex, Arany Kapcsos könyve stb.
Ma a mintegy 2 millió könyvtári egységet őrző könyvtárhoz több különgyűjtemény (Kézirattár és Régi Könyvek Gyűjteménye, Keleti Gyűjtemény, valamint Mikrofilmtár) tartozik.

## Repozitóriuma
Digitális repozitóriuma a REAL (Repository of the Academy’s Library). A repozitórium gyűjteményei:
- REAL Az MTA és/vagy az OTKA és/vagy az NKFIH által támogatott kutatási programok publikációi és jelentései.
- REAL-D Az MTA doktorainak (DSc) és kandidátusainak (CSc) értekezései.
- REAL-EOD Szerzői jogi korlátozások alól felszabadult könyvek digitális gyűjteménye.
- REAL-I Az MTA Könyvtár és Információs Központban őrzött képdokumentumok gyűjteménye.
- REAL-J Digitalizált és digitálisan készült folyóiratok és periodikák gyűjteménye. Évfolyamonként/kötetenként vagy évfolyamonként/füzetenként tárolja a tudományos folyóiratokat.
- REAL-MS A Kézirattár és Régi Könyvek Gyűjteménye, illetve a Keleti Gyűjtemény teljes szövegű kéziratai.
- REAL-PHD PhD-disszertációk gyűjteménye.
- REAL-R A Kézirattár és Régi Könyvek Gyűjteménye, illetve a Keleti Gyűjtemény teljes szövegű könyvei.